# Arzenov trioksid
Arzenov trioksid, arzenov (III) oksid ali arzenik je spojina z molekulsko formulo  As2O3. Je komercialno najpomembnejša arzenova spojina. Gre za zelo strupeno spojino.

## Zgodovina
Arzenik se je že v zgodovini uporabljal kot strup. V pozni antiki je bil najčešče uporabljan strup sploh. Znano je na primer, da so arzenik uporabljali člani zloglasne plemiške družine Borgia za zastrupljanje sovražnikov. 
Stoletja arzenika kemično niso znali dokazovati in so zato morilcu ob ustrezno uporabljenem odmerku do 16. stoletja le stežka dokazali krivdo. Še okoli leta 1840 je bilo v okoli 90-95 % primerov zastrupitev povezanih z arzenikom. Po uvedbi Marshovega testa leta 1836, s katerim so dokazovali prisotnost arzenika pri žrtvah, je uporaba tega strupa začela upadati.
Kljub njegovi stupenosti je bil arzenik uporabljen za terapevtske namene več kot 2.400 let. Raztopina arzenika na bazi kalijevega bikarbonata se je uporabljala za empirične raziskave zdravljenja različnih bolezni. V 30-ih letih 20. stoletja je bilo objavljeno, da je arzenik učinkovit pri zdravljenju akutne mielogene levkemije.

## Nahajanje
Arzenov trioksid nastaja pri gorenju arzena v zraku. Kot mineral se v naravi nahaja v kubični ali monoklinski kristalni obliki.

## Pridobivanje
Tehnično ga pridobivajo s praženjem rud, ki vsebujejo arzen:
{\displaystyle \mathrm {2\ FeAsS+5\ O_{2}\rightarrow Fe_{2}O_{3}+2\ SO_{2}+As_{2}O_{3}} }
Arzenov trioksid se tako nahaja v plinasti obliki in se nato pri prehodu skozi cevi, ki lovijo dim, strdi v bel prah. Čiščenje poteka s pomočjo sublimacije.

## Lastnosti
Arzenov trioksid je praškasta, belkasta snov, ki v prisotnosti vlage postane brezbarvna. Je brez vonja.

## Uporaba
Arzenov trioksid se uporablja v proizvodnji strupov zoper glodavce in žuželke ter pri konzerviranju kož in krzna. V steklarstvu se uporablja za bistrenje in razbarvanje steklene taline.
Že v antiki so arzenik uporabljali tudi kot zdravilo pri krvnih obolenjih. Danes ima v Evropi status zdravila sirote (pod zaščitenim imenom Trisenox®) ter se rabi za zdravljenje nekaterih vrst levkemij. V majhnih odmerkih namreč spodbuja eritropoezo. Ponekod po svetu je arzenov trioksid še vedno uporabljen kot devitalizacijsko sredstvo pri zdravljenju vnetja zobne pulpe (pulpitis): s pomočjo le-tega se torej pulpo omrtvinči za operacijsko odstranitev, poleg tega pa ima tudi antibakterijske učinke.
Zelo razredčene pripravke iz arzenika srečamo pod nazivom Arsenicum album tudi v homeopatskih pripravkih.

## Toksičnost
Toksični učinki arzenika pri akutni zastrupitvi izvirajo večinoma vezave na celične proteine, ki vsebujejo sulfhidrilne skupine. To inhibira proizvodnjo energije, potrebne za delovanje tkiv ter zmanjša tvorbo glutationa, ki je pomemben za razstrupitev arzenika. Glavni tarčni organi oz. organski sistemi so prebavila, srce, možgani in ledvice, posledice pa se kažejo tudi na koži, kostnem mozgu in obkrajnem živčevju.
Arzenik je močno strupen in dokazano rakotvoren, verjetno pa tudi teratogen. Pri peroralnem zaužitju so že odmerki okoli 1—2,5 mg/kg lahko smrtni. Akutna zastrupitev, ki se kaže po pol do nekaj urah, povzroči hudo drisko in bruhanje. Pridružijo je močne bolečine, sprva v prebavilih, nato pa po navideznem izboljšanju še v obliki krčev v okončinah. Nadalje se pojavijo motnje vida, telesna slabotnost se povečuje, zavest se oži. Običajno sledi smrt. Pri obdukciji so vidne erozije v velikosti graha v steni želodca, kjer so kristali arzenika ostali prilepljeni na sluznico.
Subletalni odmerki povzročajo krče, težave krvožilja, vnetje jeter in ledvic ter motnje strjevanja krvi. Na nohtih in laseh se pojavijo bele lise.
Zastrupitev se lahko pojavi tudi pri vdihovanju ali stiku na koži. Sprva se pojavi močno draženje dihal oziroma kože, kasneje pa tudi nevrološke motnje.